# Duitse kampioenschappen schaatsen afstanden 2008
De Duitse kampioenschappen afstanden 2008 werden van 26 tot 28 oktober 2007 gehouden in Erfurt in de Gunda Niemann-Stirnemann Halle. Tijdens deze kampioenschappen konden naast de nationale titels op de afstanden ook plaatsbewijzen veroverd worden voor de drie wereldbekerwedstrijden die op het kampioenschap volgden.
| Programma                |                                                                               |
| Datum                    | Onderdeel                                                                     |
| vrijdag 26 oktober 2007  | 2x 500 meter vrouwen 2x 500 meter mannen 5000 meter mannen 3000 meter vrouwen |
| zaterdag 27 oktober 2007 | 100 meter vrouwen 100 meter mannen 1500 meter vrouwen 1500 meter mannen       |
| zondag 28 oktober 2007   | 1000 meter vrouwen 1000 meter mannen 5000 meter vrouwen 10.000 meter mannen   |

## Resultaten mannen

### 100 meter mannen
| rang   | schaatser         | finale | halve finale |
| ------ | ----------------- | ------ | ------------ |
| Goud   | Denny Ihle        | 10,13  |              |
| Zilver | Matthias Schwierz | 10,16  | 10,07        |
| Brons  | Sebastain Richter | 10,21  | 10,08        |
| 4      | Ingo Bos          | 10,16  | 10,18        |
| 5      | Michael Bergmann  | 10,32  | 10,33        |
| 6      | Anton Hahn        | DNS    | 10,22        |

### 500 meter mannen
| rang   | schaatser         | 1e 500m | 2e 500m | punten |
| ------ | ----------------- | ------- | ------- | ------ |
| Goud   | Anton Hahn        | 36,12   | 36,45   | 72,570 |
| Zilver | Samuel Schwarz    | 36,55   | 36,27   | 72,820 |
| Brons  | Nico Ihle         | 36,50   | 36,51   | 73,010 |
| 4      | Patrick Wirth     | 36,96   | 36,69   | 73,650 |
| 5      | Marcel Spahn      | 36,83   | 36,96   | 73,790 |
| 5      | Denny Ihle        | 36,90   | 36,89   | 73,790 |
| 7      | Frank Steiner     | 37,15   | 36,85   | 74,000 |
| 8      | Matthias Schwierz | 37,29   | 36,87   | 74,160 |
| 9      | Eric Rausenbach   | 37,14   | 37,06   | 74,200 |
| 10     | Andreas Kraus     | 37,67   | 37,14   | 74,810 |

### 1000 meter mannen
| rang   | schaatser         | tijd    |
| ------ | ----------------- | ------- |
| Goud   | Samuel Schwarz    | 1.11,64 |
| Zilver | Stefan Heythausen | 1.11,86 |
| Brons  | Jan Friesinger    | 1.12,31 |
| 4      | Eric Rausenbach   | 1.12,73 |
| 5      | Patrick Wirth     | 1.12,97 |
| 6      | Anton Hahn        | 1.13,11 |
| 7      | Marcel Spahn      | 1.13,13 |
| 8      | Robert Lehmann    | 1.13,17 |
| 8      | Jörg Dallmann     | 1.13,17 |
| 10     | Nico Ihle         | 1.13,19 |

### 1500 meter mannen
| rang   | schaatser         | tijd    |
| ------ | ----------------- | ------- |
| Goud   | Samuel Schwarz    | 1.49,95 |
| Zilver | Stefan Heythausen | 1.50,04 |
| Brons  | Robert Lehmann    | 1.50,08 |
| 4      | Jan Friesinger    | 1.50,85 |
| 5      | Jörg Dallmann     | 1.51,22 |
| 6      | Marco Weber       | 1.51,37 |
| 7      | Tobias Schneider  | 1.51,43 |
| 8      | Eric Rauschenbach | 1.52,53 |
| 9      | Frank Steiner     | 1.52,57 |
| 10     | Nico Dorsch       | 1.53,87 |

### 5000 meter mannen
| rang   | schaatser           | tijd    |
| ------ | ------------------- | ------- |
| Goud   | Marco Weber         | 6.31,32 |
| Zilver | Robert Lehmann      | 6.44,57 |
| Brons  | Moritz Geisreiter   | 6.50,08 |
| 4      | Nico Dorsch         | 6.54,23 |
| 5      | Patrick Beckert     | 6.56,04 |
| 6      | Sascha Wilhelm      | 6.56,41 |
| 7      | Thomas Schwarz      | 6.56,45 |
| 8      | Florian Storch      | 6.59,00 |
| 9      | Frithjof Schumacher | 7.05,35 |
| 10     | Marcel Bittner      | 7.05,94 |

### 10.000 meter mannen
| rang   | schaatser         | tijd     |
| ------ | ----------------- | -------- |
| Goud   | Marco Weber       | 13.34,54 |
| Zilver | Moritz Geisreiter | 14.10,19 |
| Brons  | Thomas Schwarz    | 14.24,34 |
| 4      | Sascha Wilhelm    | 14.31,25 |
| 5      | Maximilian Mayer  | 15.14,08 |

## Resultaten vrouwen

### 100 meter vrouwen
| rang   | schaatser         | finale | halve finale |
| ------ | ----------------- | ------ | ------------ |
| Goud   | Denise Roth       | 11,11  |              |
| Zilver | Heike Hartmann    | 11,15  | 10,99        |
| Brons  | Jennfier Blödel   | 11,28  | 11,03        |
| 4      | Katja Franzen     | 11,26  | 11,29        |
| 5      | Jennifer Plate    | 11,29  | 11,31        |
| 6      | Maria Hüttenrauch | 11,57  | 11,51        |

### 500 meter vrouwen
| rang   | schaatsster         | 1e 500m | 2e 500m | punten |
| ------ | ------------------- | ------- | ------- | ------ |
| Goud   | Jenny Wolf          | 38,16   | 38,48   | 76,640 |
| Zilver | Heike Hartmann      | 38,69   | 39,33   | 79,020 |
| Brons  | Judith Hesse        | 39,70   | 39,90   | 79,600 |
| 4      | Monique Angermüller | 40,04   | 40,05   | 80,090 |
| 5      | Jennifer Blödel     | 40,88   | 40,79   | 81,760 |
| 6      | Katja Franzen       | 40,76   | 40,96   | 81,720 |
| 7      | Jennifer Plate      | 41,48   | 41,26   | 82,740 |
| 8      | Denise Roth         | 41,64   | 41,54   | 83,180 |
| 9      | Cynthia Michel      | 42,33   | 42,46   | 84,790 |
| 10     | Angie Fischer       | 42,89   | 42,70   | 85,590 |

### 1000 meter vrouwen
| rang   | schaatsster            | tijd    |
| ------ | ---------------------- | ------- |
| Goud   | Daniela Anschütz       | 1.17,82 |
| Zilver | Heike Hartmann         | 1.18,95 |
| Brons  | Jenny Wolf             | 1.19,33 |
| 4      | Monique Angermüller    | 1.20,06 |
| 5      | Judith Hesse           | 1.20,44 |
| 6      | Gabriele Hirschbichler | 1.20,74 |
| 7      | Alexandra Lipp         | 1.22,58 |
| 8      | Felicitas Fetke        | 1.23,08 |
| 9      | Jennifer Blödel        | 1.23,26 |
| 10     | Denise Roth            | 1.23,38 |

## 1500 meter vrouwen
| rang   | schaatsster         | tijd    |
| ------ | ------------------- | ------- |
| Goud   | Daniela Anschütz    | 1.59,97 |
| Zilver | Lucille Opitz       | 2.00,89 |
| Brons  | Karoline Zillmann   | 2.03,90 |
| 4      | Monique Angermüller | 2.04,18 |
| 5      | Katrin Mattscherodt | 2.04,84 |
| 6      | Alexandra Lip       | 2.05,55 |
| 7      | Agnes Friesinger    | 2.09,13 |
| 8      | Bente Kraus         | 2.09,59 |
| 9      | Felicitas Fetke     | 2.10,18 |
| 10     | Dominique Thomas    | 2.10,87 |

## 3000 meter vrouwen
| rang   | schaatsster         | tijd    |
| ------ | ------------------- | ------- |
| Goud   | Daniela Anschütz    | 4.11,22 |
| Zilver | Lucille Opitz       | 4.16,46 |
| Brons  | Katrin Mattscherodt | 4.17,91 |
| 4      | Stephanie Beckert   | 4.21,15 |
| 5      | Alexandra Lipp      | 4.22,84 |
| 6      | Bente Kraus         | 4.26,59 |
| 7      | Dominique Thomas    | 4.33,96 |
| 8      | Felicitas Fettke    | 4.34,20 |
| 9      | Marisa Boelen       | 4.38,02 |
| 10     | Britta Herlitz      | 4.45,26 |

## 5000 meter vrouwen
| rang   | schaatsster         | tijd    |
| ------ | ------------------- | ------- |
| Goud   | Stephanie Beckert   | 7.27,58 |
| Zilver | Katrin Mattscherodt | 7.28,26 |